# Брикмо, Франсуа де Бовэ
Франсуа де Бовэ, сеньор де Брикмо (фр. François de Beauvais, seigneur de Briquemault; 1502 — 29 октября 1572, Париж) — протестантский полководец, советник парламента Тулузы.

## Биография
Во время первой религиозной войны вместе с Монтгомери участвовал в защите Руана (1562). В 1568 году присоединился к армии Конде в Аршьяке. Разбил авангард католиков при Жизнейле (1568), сражался при Жарнаке (1569). Вместе с герцогом Де Поном Брикмо участвовал в осаде Ла Шарите (1569), после взятия которого присоединился к основной армии гугенотов и сражался при Ла Рош-Абейле (1569), Монконтуре (1569), Арне-ле-Дюке (1570).
Был послан в Париж как делегат с жалобами от гугенотов к Карлу IX. Во время Варфоломеевской ночи Франсуа де Брикмо спасся, укрывшись в доме английского посла, но после был схвачен, предан суду и казнён вместе с Арно де Каванем как еретик и заговорщик.

## Семья
- Отец: Адриен де Бовэ, сеньор де Брикмо
- Мать: Алексан де Сен-Вилль
- Жена: Рене де Жокур